# Lars Ohly
Lars Ohly, właśc. Lars-Magnus Harald Christoffer Ohly (ur. 13 stycznia 1957 w Sztokholmie) – szwedzki polityk, parlamentarzysta, w latach 2004–2012 przewodniczący Partii Lewicy.

## Życiorys
W wieku 13 lat dołączył do organizacji młodzieżowej Ludowej Partii Liberałów, wkrótce jednak zaangażował się w działalność młodzieżówki komunistycznej wówczas Partii Lewicy. Został zatrudniony w szwedzkim państwowym przewoźniku kolejowym Statens Järnvägar, gdzie pracował m.in. jako konduktor. Pełnił też różne funkcje w związku zawodowym Statsanställdas förbund.
Od 1987 był zastępcą członka, a od 1990 członkiem zarządu Partii Lewicy. W 1994 objął funkcję sekretarza tego ugrupowania. W tym samym roku po raz pierwszy wybrany na posła do Riksdagu. Z powodzeniem ubiegał się o reelekcję w wyborach w 1998, 2002, 2006 i 2010, zasiadając w szwedzkim parlamencie do 2014. W 2004 został przewodniczącym Partii Lewicy, którą kierował do 2012. Był nominowany do nagrody Årets kurdvän 2008.